# Jezierna
Jezierna (ukr. Озерна, Ozerna) – wieś (dawniej miasteczko) na Ukrainie w rejonie tarnopolskim obwodzie tarnopolskim. W 2001 roku liczyła 3615 mieszkańców.
Od XIX w. znajduje się tu stacja kolejowa Jezierna, położona na linii Tarnopol – Lwów.

## Historia

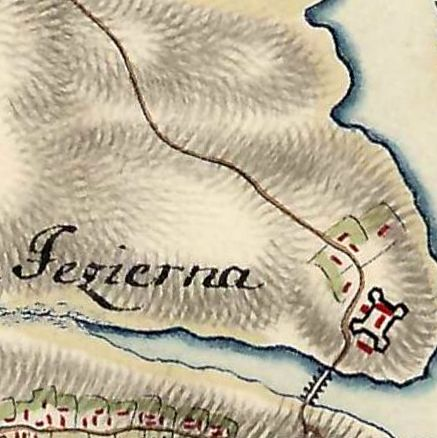
Polskie szańce nad Jezierną na mapie z roku 1787

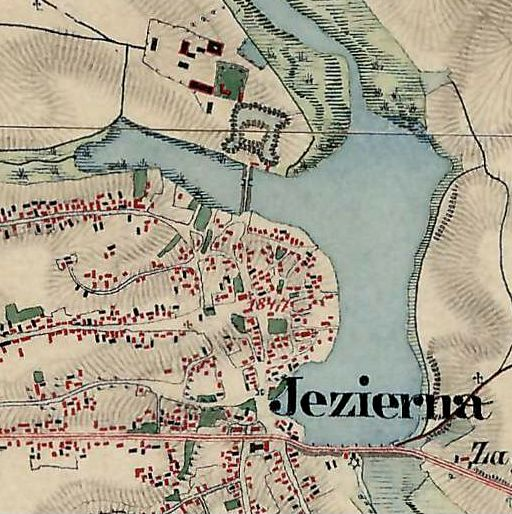
Jezierna na wojskowej mapie z roku 1869

Wieś pierwszy raz wzmiankowano w 1542 roku. Wraz z czterema innymi miejscowościami nadana przez króla Tarnowskim, z prawami do niej Andrzeja Górki, kasztelana poznańskiego, właściciela Złoczowa. Parafię rzymskokatolicką ufundował Jakub Sobieski w 1636 roku oraz regularny czterobastionowy zamek nad rzeką Wysuczką. Prawa miejskie nadano Jeziernej w roku 1606. W 1655 odbyła się bitwa pod Jezierną. Dwie dekady później Jezierna była dwukrotnie pustoszona przez Turków.
W II Rzeczypospolitej Jezierna była siedzibą gminy wiejskiej Jezierna w powiecie zborowskim województwa tarnopolskiego. W 1921 roku liczyła 5578 mieszkańców, z tego prawie połowę stanowili Polacy. Ukraińców było 2269 a Żydów 813.
Po ataku Niemiec na ZSRR, 3 lipca 1941 roku w Jeziernej zamordowano 180 Żydów. Egzekucji, w której prawdopodobnie zginęła prawie cała męska część żydowskiej populacji Jeziernej, dokonali Niemcy. Żydowskie domy wskazywali im Ukraińcy. W tych dniach także spalono synagogę i dom modlitwy. W 1942 roku część pozostałych Żydów Niemcy deportowali do obozu śmierci w Bełżcu, część przesiedlili do Zborowa. Od października 1941 do lipca 1943 w Jeziernej funkcjonował obóz pracy dla około 300 Żydów, których likwidując obóz rozstrzelano. Ukrywająca się jedna z Żydówek Maria Fisher Zahn otrzymywała pomoc od mieszkańców miasteczka. Żydów ukrywała ukraińska rodzina Łeśkiwów, której członkowie (Mychajło i Kateryna oraz ich syn Mykoła) zostali w 1999 roku uhonorowani przez Instytut Jad Waszem tytułami Sprawiedliwych wśród Narodów Świata.
Po wojnie Jezierna została zdepolonizowana i spadła do rangi wsi.
Do 2020 w rejonie zborowskim.

## Zabytki
- kościół św. Józefa z XIX w, po upadku ZSRR zwrócony wiernym[3];
- cerkiew św. Trójcy z 1908 roku[3].
- zamek, wybudowany w XVII w.[13] Ruiny zamku i szańców Jeziernej zamieścił w roku 1787 autor mapy wojskowej Friedrich von Mieg. W drugiej połowie XIX wieku pamięć o twierdzy przenieśli w swoich przewodnikach Tomasz  Święcicki i Hipolit Stupnicki[14].